# Sauðafell (berg i Island, Norðurland eystra, lat 66,05, long -16,20)
Sauðafell är ett berg i republiken Island. Det ligger i regionen Norðurland eystra, 300 km nordost om huvudstaden Reykjavík. Toppen på Sauðafell är 693 meter över havet, eller 224 meter över den omgivande terrängen. Bredden vid basen är 1,9 km. Sauðafell ligger vid sjön Þrístikluvatn.
Trakten runt Sauðafell är nära nog obefolkad, med mindre än två invånare per kvadratkilometer. Det finns inga samhällen i närheten. Trakten runt Sauðafell består i huvudsak av gräsmarker.